# فاطمة تشوي
فاطمة تشوي مي لي (ولدت في 1958) كانت رئيسة لجنة التدقيق في ماكاو.
ولدت في ماكاو، وحصلت على درجة الماجستير في الإحصاء والبكلوريوس في الرياضيات من جامعة إسكس.
كما عمل باحثة مساعدة في جامعة البوليتكنيك في هونغ كونغ والجامعة الصينية في هونغ كونغ من عام 1985 إلى 1986. التحقت بقسم الإحصاء والتعداد في حكومة ماكاو، وشغلت عدة مناصب.